# 上沼垂信号場

新潟駅周辺の鉄道路線図

上沼垂信号場（かみぬったりしんごうじょう）は、新潟県新潟市中央区紫竹一丁目にある東日本旅客鉄道（JR東日本）の信号場である。
信越本線・白新線・信越本線貨物支線（焼島駅方面）の分岐・合流地点である。かつてはさらに沼垂駅方面へも分岐していたが、2010年に廃線となっている。

## 概要
新潟車両センターを囲むように形成されているデルタ線の北側の分岐点となっている。信越本線・白新線の複々線のほか数本の着発線がある。ダイヤ上では旅客列車が上沼垂信号場に停車することはない。
かつては貨物駅として営業しており、新潟車両センターの白新線を挟んだ北側には、有蓋車用の貨物ホームや貨車仕分線が広がっていた。また車運車による自動車輸送基地や、秩父セメントの包装所へ至る専用線があった。
現在も上沼垂信号場所属の社員が配置され信号取扱業務を行う、今では珍しい有人の信号場である。

## 歴史
- 1924年（大正13年）
  - 11月20日：鉄道省信越本線の上沼垂信号場として開業[1]。
  - 12月1日：新潟臨港山之下臨港線当駅 - 山之下間（2.4哩）開業に伴い上沼垂駅が開業、貨物運輸営業開始[2]。
- 1941年（昭和16年）9月1日：山之下臨港線が国有化され、上沼垂駅を上沼垂信号場に統合（運輸上の扱いとしては亀田駅分岐）[3]。
- 1951年（昭和26年）
  - 4月5日：万代駅までの信越本線貨物支線が開通（運輸上の扱いとしては亀田駅分岐）。
  - 10月25日：当駅での列車組成を開始[4]。
  - 12月25日：上沼垂操車場に昇格[5]。
- 1956年（昭和31年）4月15日：白新線開通。
- 1957年（昭和32年）10月1日：新潟操車場の開業に伴い、操車場機能を廃止し上沼垂信号場に降格[6]。
- 1958年（昭和33年）
  - 4月29日：上沼垂 - 万代間に現・新潟駅が開業、同時に当駅 - 新潟駅間複線化[6]。
  - 9月29日：当駅 - 亀田駅間複線化[6]。
- 1967年（昭和42年）5月10日：上沼垂駅に昇格。貨物の取扱を開始（貨物駅）[7]。
- 1968年（昭和43年）10月1日：荷物の取扱を開始[8]、一般駅となる。
- 1969年（昭和44年）4月20日：秩父セメント（現太平洋セメント）専用線の開設に伴い、専用線発着車扱貨物の取扱を開始[8]。
- 1978年（昭和53年）9月19日：当駅 - 新潟操車場間複線化[9]。
- 1984年（昭和59年）1月20日：貨物の取扱を廃止（荷物専用駅）[8]。
- 1986年（昭和61年）11月1日：荷物の取扱を廃止、上沼垂信号場に降格[8]。
- 1987年（昭和62年）4月1日：国鉄分割民営化により、東日本旅客鉄道（JR東日本）の信号場となる[8]。
- 2010年（平成22年）3月25日：沼垂駅への貨物支線廃止[10]。
- 2022年（令和4年）7月12日：駅長職を廃止、新潟駅管理に移行[11]（予定）。

## 現状
開設以来、旅客駅として整備されないまま現在に至っている。
信号場西側は新潟駅南口からタクシーで5分ほどと比較的近いが、東側は本馬越中山跨線橋を通過する路線バスなどの交通機関に頼る公共交通の脆弱な地域で、過去にも周辺住民から「信号場を駅として整備して欲しい」という要望が新潟市やJR東日本新潟支社に幾度か寄せられているものの、実現に前向きな動きはない。

## 隣の駅
東日本旅客鉄道（JR東日本）
■信越本線
越後石山駅 - 上沼垂信号場 - 新潟駅
■白新線
新潟駅 - 上沼垂信号場 - 東新潟駅・（貨）新潟貨物ターミナル駅
日本貨物鉄道（JR貨物）
信越本線貨物支線
上沼垂信号場 - （貨）焼島駅

### かつて存在した路線
日本貨物鉄道（JR貨物）
信越本線貨物支線
上沼垂信号場 - （貨）沼垂駅